# Barilius modestus
Barilius modestus är en fiskart som beskrevs av Francis Day 1872. Barilius modestus ingår i släktet Barilius och familjen karpfiskar. Inga underarter finns listade.